# ケープカナベラル空軍基地第34発射施設
ケープカナベラル空軍基地第34発射施設（ケープカナベラルくうぐんきち だい34はっしゃしせつ、英語: Cape Canaveral Launch Complex 34 ( LC-34 ) ）は､フロリダ州ケープカナベラル宇宙軍基地にかつて存在した発射施設である。
LC-34とLC-37発射施設が存在し、1961年から1968年までの間､NASAのアポロ計画の一環としてサターン I､およびIBロケットを打ち上げるために使用された。1967年1月27日には宇宙飛行士ガス・グリソム、エドワード・ホワイト、ロジャー・チャフィーの命を奪ったアポロ1号火災現場にもなった。1968年10月11日のアポロ7号の打ち上げを最後に廃止されている｡

## 歴史

### 建設
LC-34の作業は1960年に始まり、1961年6月5日に利用が開始された。この複合施設は、発射プラットフォーム、アンビリカルタワー、移動サービスタワー、燃料供給施設、ブロックハウス (建造物)で構成されていた。 2つの鋼製フレームデフレクターがレールに取り付けられ、発射プラットフォームの下に配置できるようになった。サービスタワー (建造物)も同様にレールに取り付けられ、発射前にパッドから西に185メートルの位置に移動された。これは高さ95メートルで、LC-34で最も高い建造物であった。
パッドから320メートルの場所にあるブロックハウスは、ケープカナベラル空軍基地第20発射施設のドーム型鉄筋コンクリート構造をモデルにしている。打ち上げ時には、130人を収容できるほか、試験装置や計測機器も収容。ペリスコープは、窓のない施設の外の景色を提供した。

### サターンIシリーズ
LC-34は、1961年10月27日に、最初のサターン Iブロック I を使用したミッションSA-1の発射が行われ、弾道軌道上でダミーの上段を大西洋に打ち上げた。その後の3回のサターンIの打ち上げはLC-34で行われ、1963 年3月28日にSA-4で終了した。その後の6回のサターンIブロックIIの打ち上げはLC-37で行われた。
1963年11月29日、ジョン・F・ケネディ大統領の死後に大統領となったリンドン・B・ジョンソンは、NASA のメリット島発射操作センターと「大西洋ミサイル発射場の第1ステーションの施設」の両方の名前を「ジョン・F・ケネディ宇宙センター」に変更する大統領令 11129を発行した。彼はまた、C.ファリス・ブライアント知事(フロリダ州) に、ケープ・カナベラルの名前をケープ・ケネディに変更するよう説得した。これにより、一般の認識に混乱が生じ、2つが混同された。NASA長官のジェイムズ・エドウィン・ウェッブは、ケネディ宇宙センターの名前をメリット島にのみ適用するという指令を出すことでこれを明確にし、空軍は空軍基地の発射地点であるケープ・ケネディ空軍基地の名前を変更する一般命令を出した。

### サターンIBシリーズ
LC-34は、1966年2月に開始されたサターンIBの打ち上げをサポートするために大幅に変更された。強風時にサービス構造物を所定の位置に固定するために、新しいアンカーポイントが建設され、アンビリカルタワーのアクセス アームは、より大きなロケットに合わせて再構築された。67メートルの高さのスイングアームに白い部屋があり、ロケット上部の司令船にアクセスできるようになっていた。
2つのサターンIB（AS-201とAS-202）は、アポロ1号の火災によりアポロ計画が中断する前に、LC-34からの打ち上げに成功した。火災後、アンビリカルタワーの上部には消火設備が設置され、緊急時に宇宙飛行士が迅速に脱出できるようにスライドワイヤーが設置された。
1968年10月11日のアポロ7号(アポロ宇宙船を使用した初ミッション)がLC-34最後の打ち上げあった。NASAはアポロ応用計画のためにLC-34とLC-37の両方を再利用することを検討したが、代わりにLC-39BにてサターンIBを打ち上げるために改造を行っている。
ケープ・カナベラルからケープ・ケネディへの地理的な名前の変更は、ケープ・カナベラルが歴史的な地名だったこともあり､1973年に空軍基地と地理的なケープの両方の名前がカナベラルに戻された 。

## 発射施設34

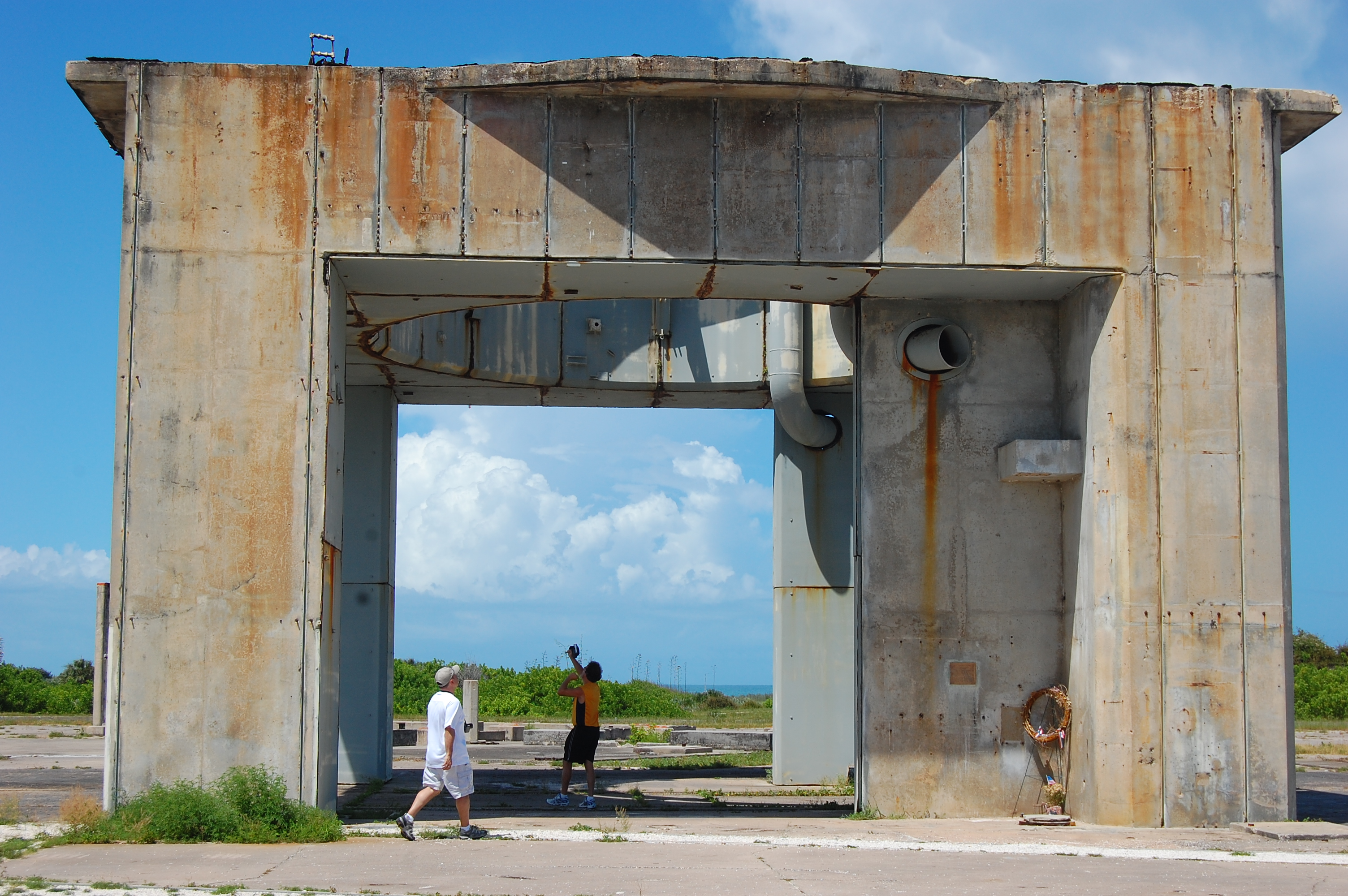
LC-34（2010年）。銘版(下記) は右の列の後ろにある。現在、パッドは柵で囲まれており、訪問者がパッドの下を歩いたり、記念碑を読むのに十分に近づくことはできない。

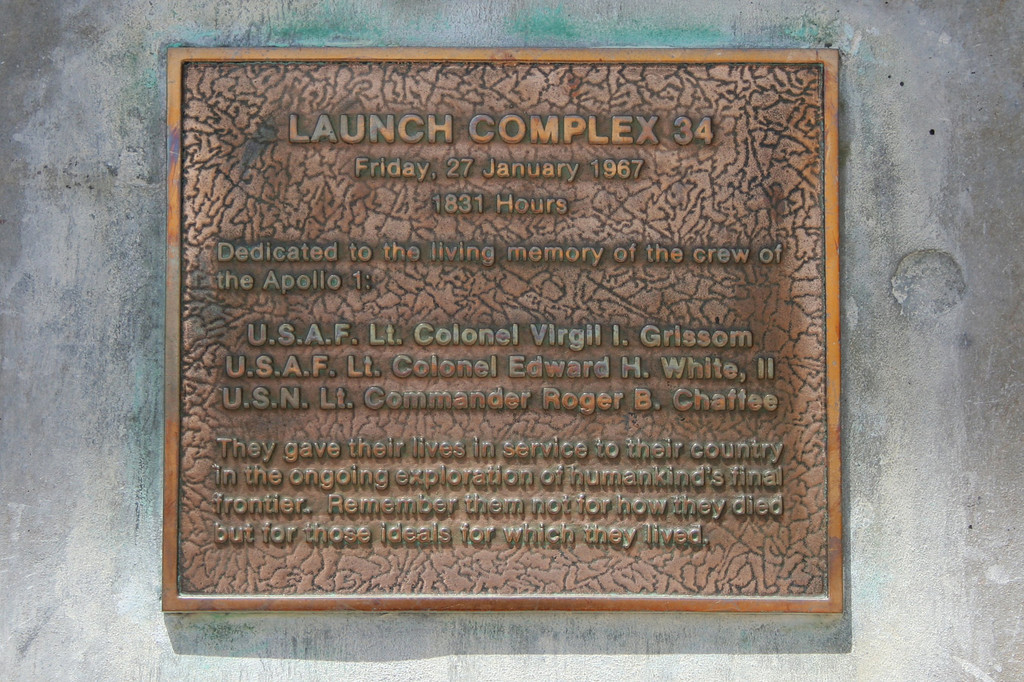
LC-34でのアポロ1号の銘版

LC-34の廃止後、アンビリカルタワーとサービスタワーは取り壊され、発射台だけがパッドの中心に立ったままになっている。アポロ1号乗組員の記念碑として使用され、建造物に貼られた専用の銘板には、次の碑文が刻まれている。
LAUNCH COMPLEX 34

Friday, 27 January 1967

1831 Hours

Dedicated to the living memory of the crew of the Apollo 1

U.S.A.F. Lt. Colonel Virgil I. Grissom

U.S.A.F. Lt. Colonel Edward H. White, II

U.S.N. Lt. Commander Roger B. Chaffee

They gave their lives in service to their country in the ongoing exploration of humankind's final frontier. Remember them not for how they died but for those ideals for which they lived.

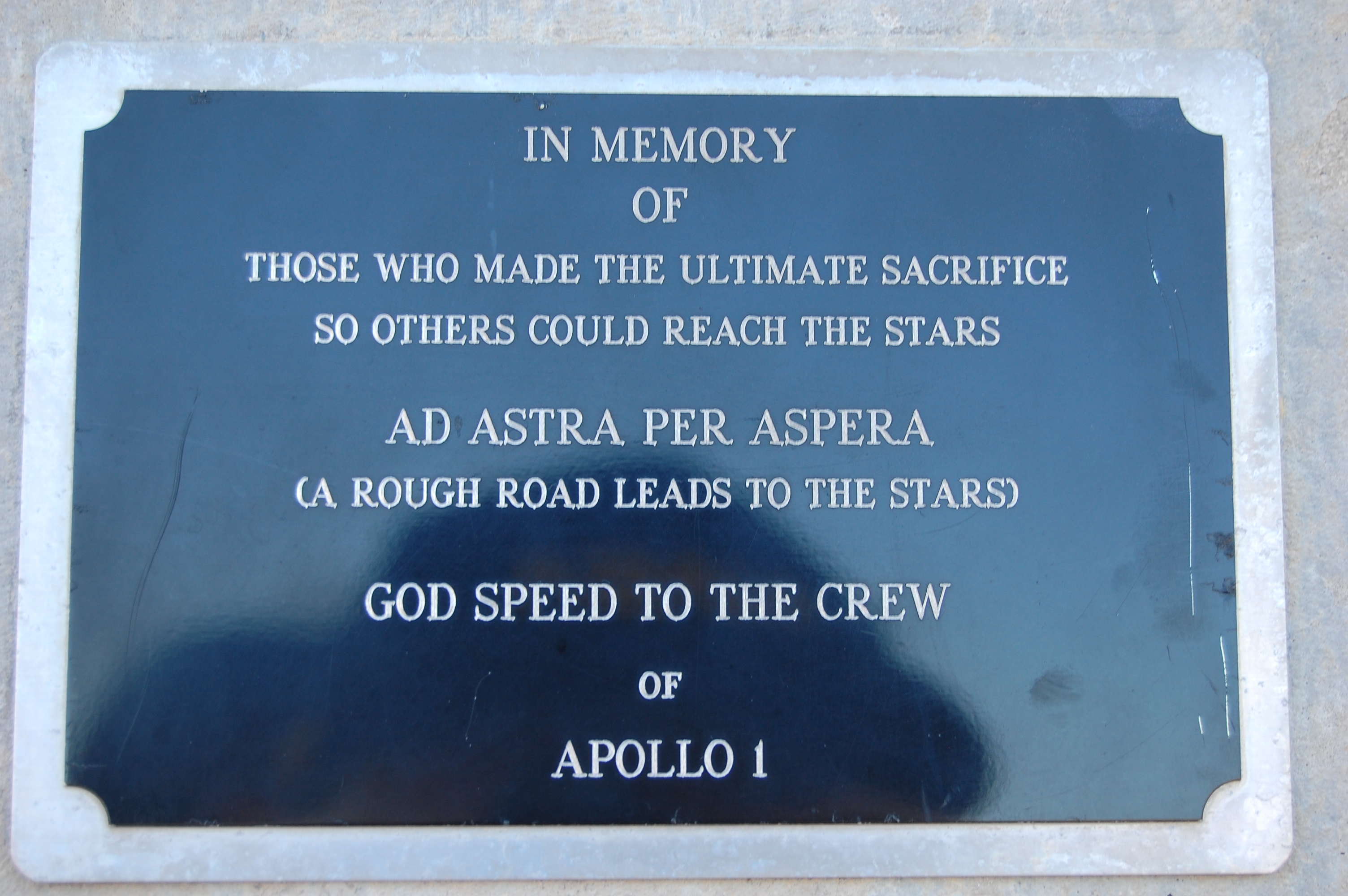
右後柱の側面にある小さな銘板

別の銘板 (映画「アルマゲドン」で示された) 次のように書かれている
IN MEMORY

OF

THOSE WHO MADE THE ULTIMATE SACRIFICE

SO OTHERS COULD REACH THE STARS

AD ASTRA PER ASPERA

(A ROUGH ROAD LEADS TO THE STARS)

GOD SPEED TO THE CREW

OF

APOLLO 1
また、LC-34施設で残っているのは、2つのフレームデフレクターとブロックハウスである。LC-34の元の球形の液体酸素 (LOX) タンクは、2008年にスペースX社によって購入され、LC-40に移動し、改装 (洗浄、圧力テスト、白色に塗装) され、現在はファルコン9の飛行に使用されている。

### ギャラリー

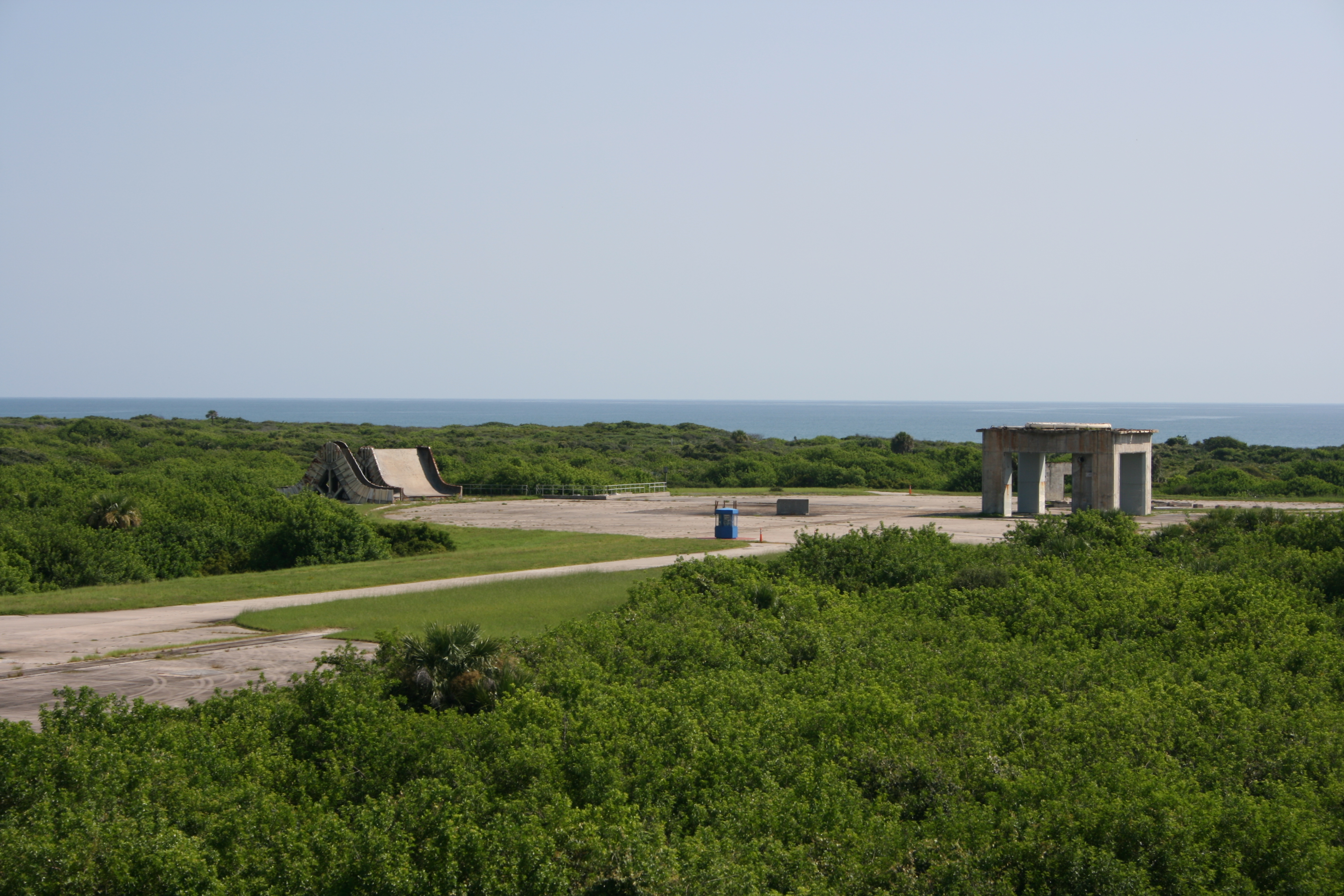
メモリアルサイトにあるパッド34。
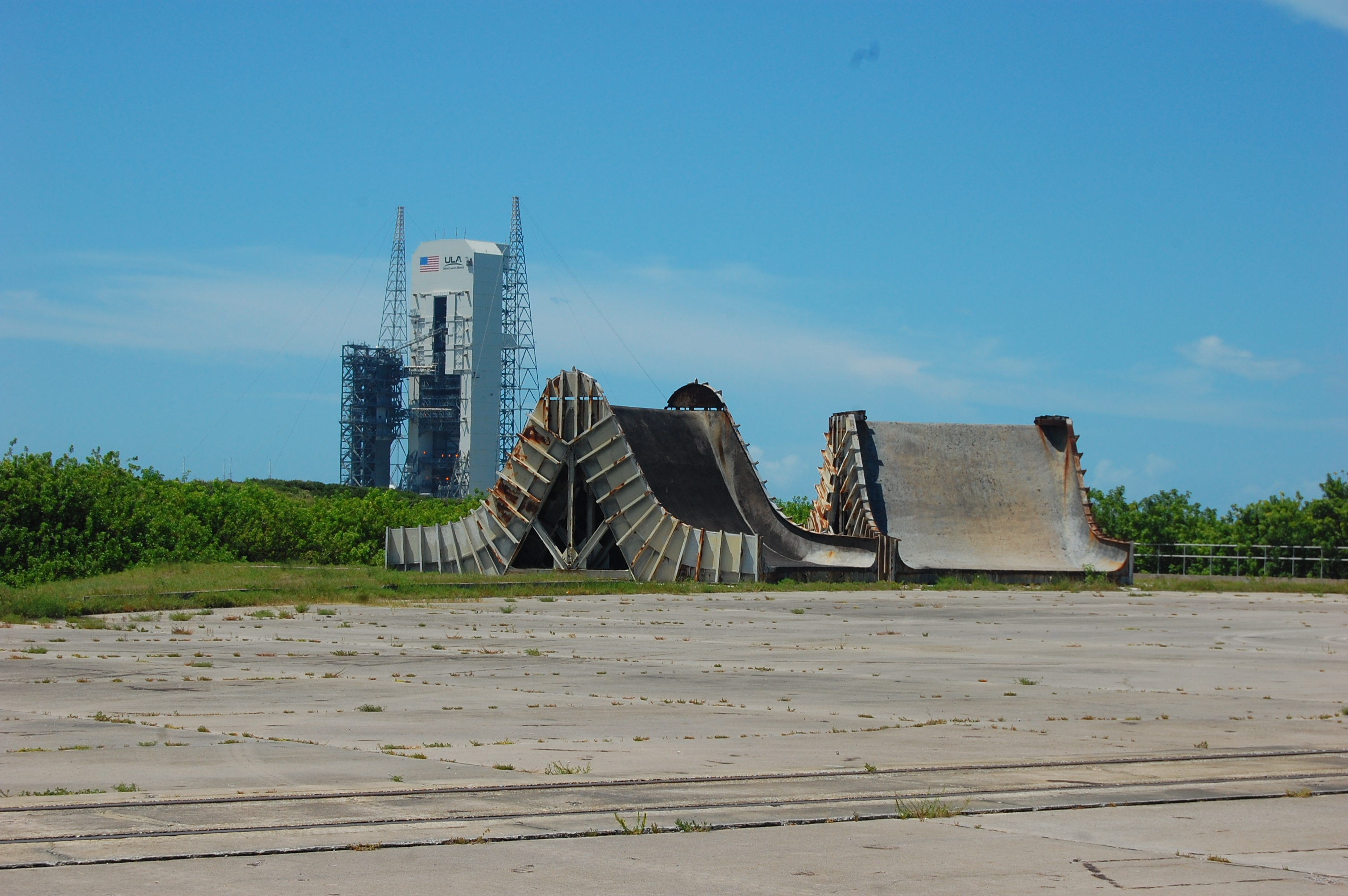
サターンIおよびIBフレーム デフレクター。背後はパッド37。
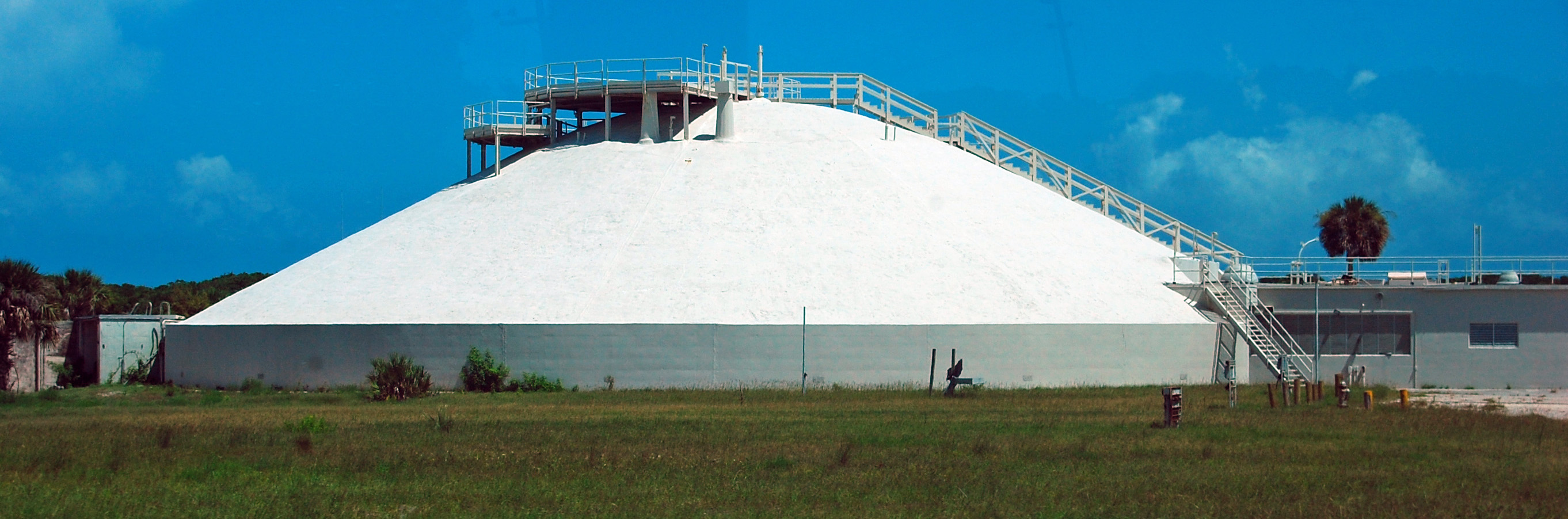
ブロックハウス。
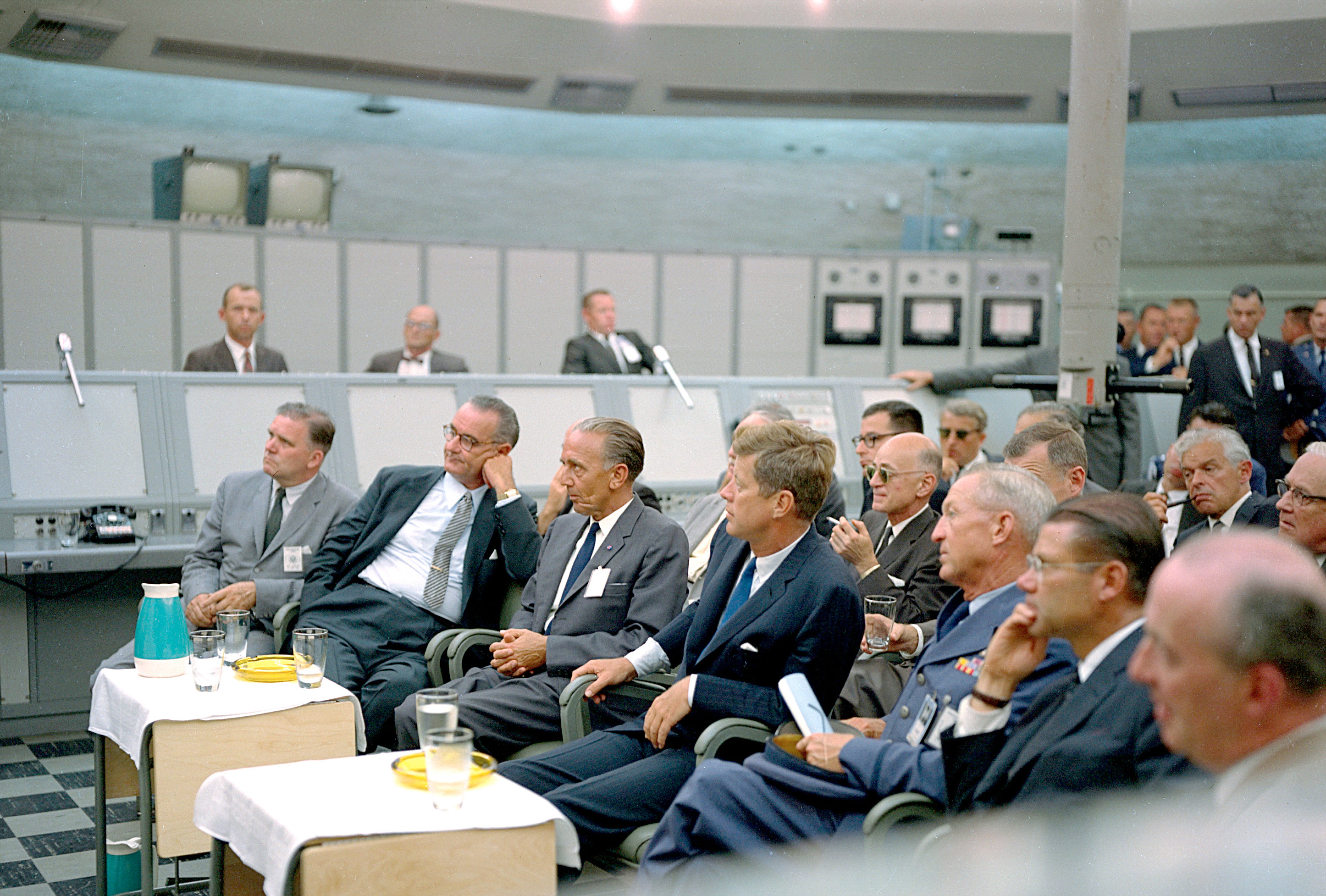
ブロックハウス34のツアー中に説明を受けるNASA管理者のジェイムズ・ウェッブ、ジョンソン副大統領、ケネディ大統領（1962年）
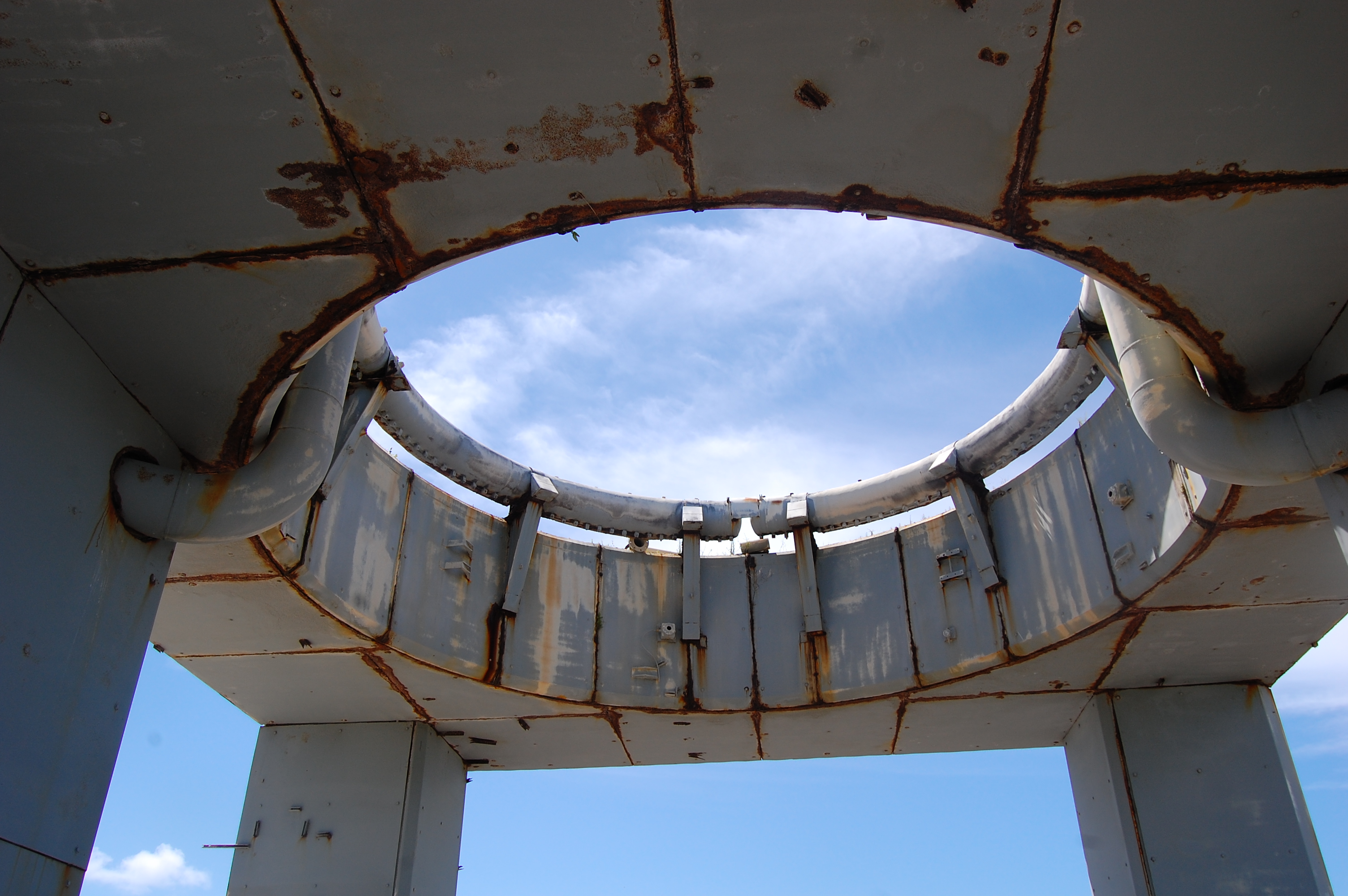
パッドの下側。
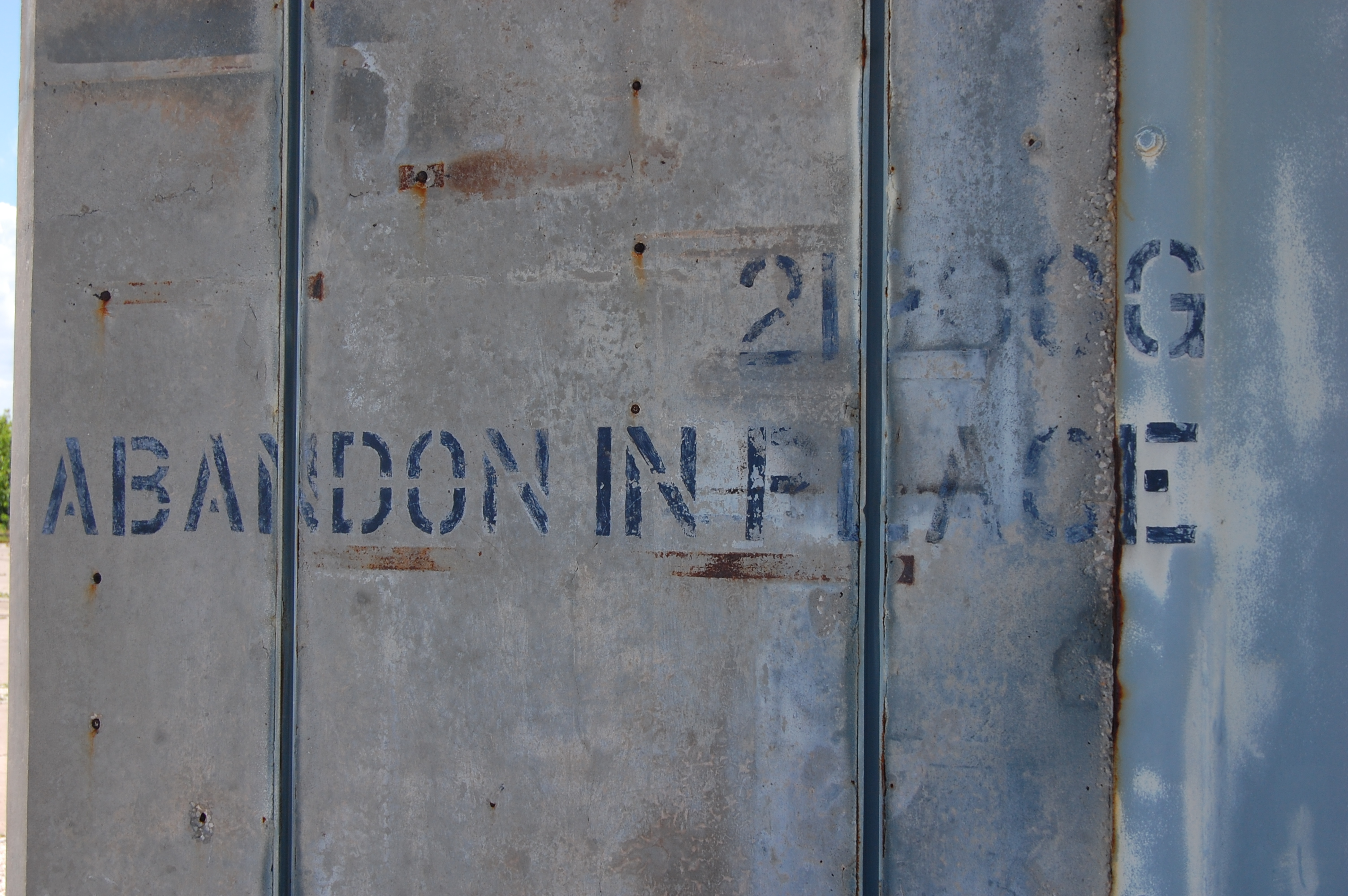
「そのまま放棄」とは、メンテナンスなしで「現状のまま」放棄することを意味する。ケープ・カナベラルの歴史的な発射地点のほとんどは、このように分類されている。
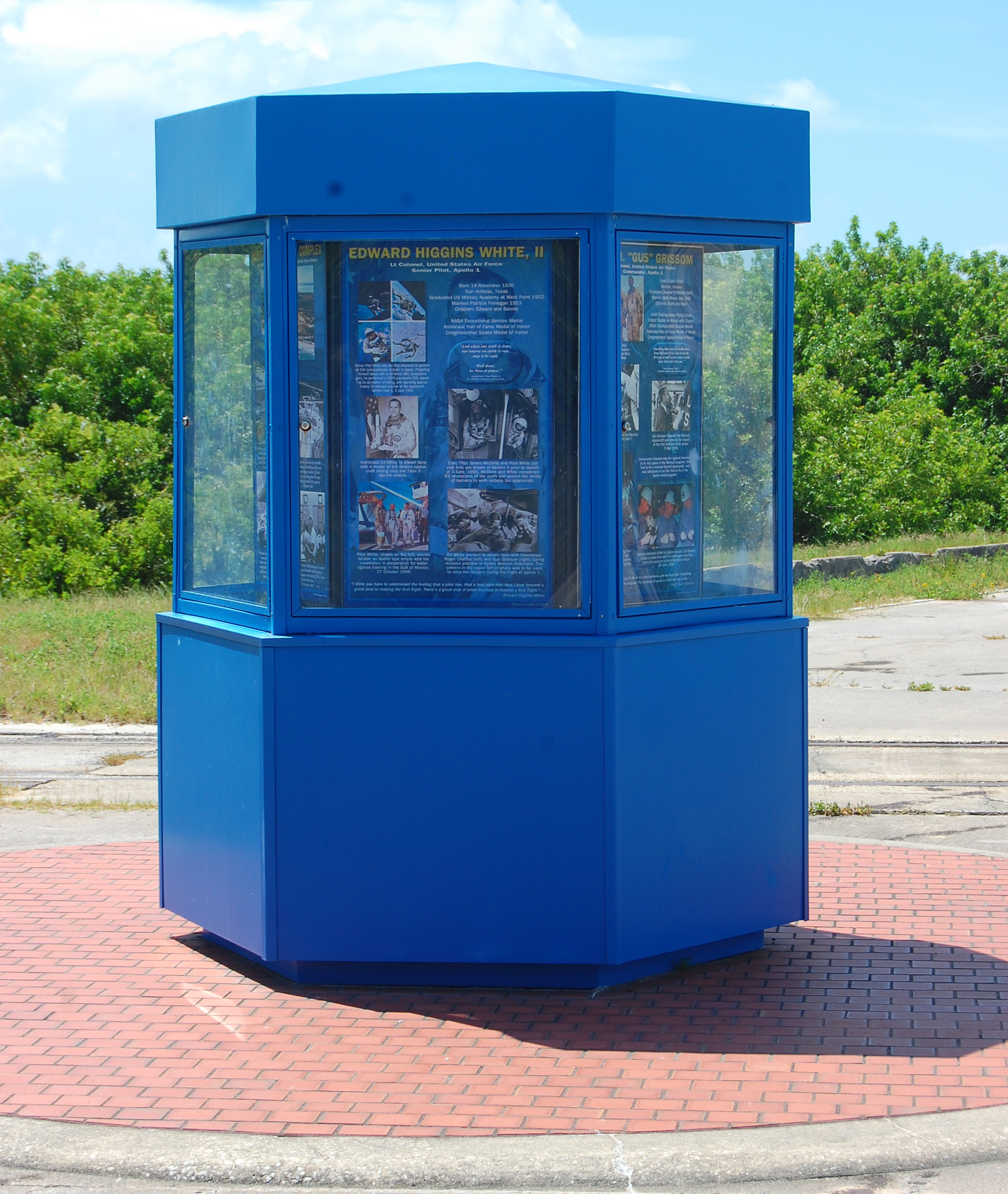
宇宙飛行士記念キオスク。
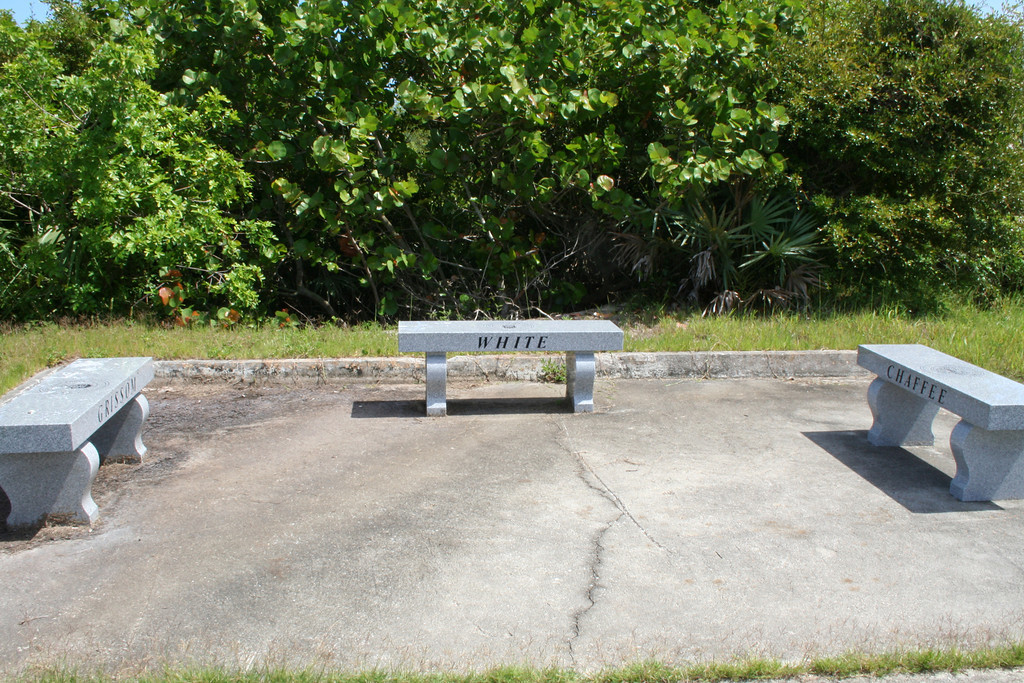
発射台南端のメモリアルベンチ。

## 打ち上げ履歴
LC-34から作成されたすべての打ち上げの完全なリスト。

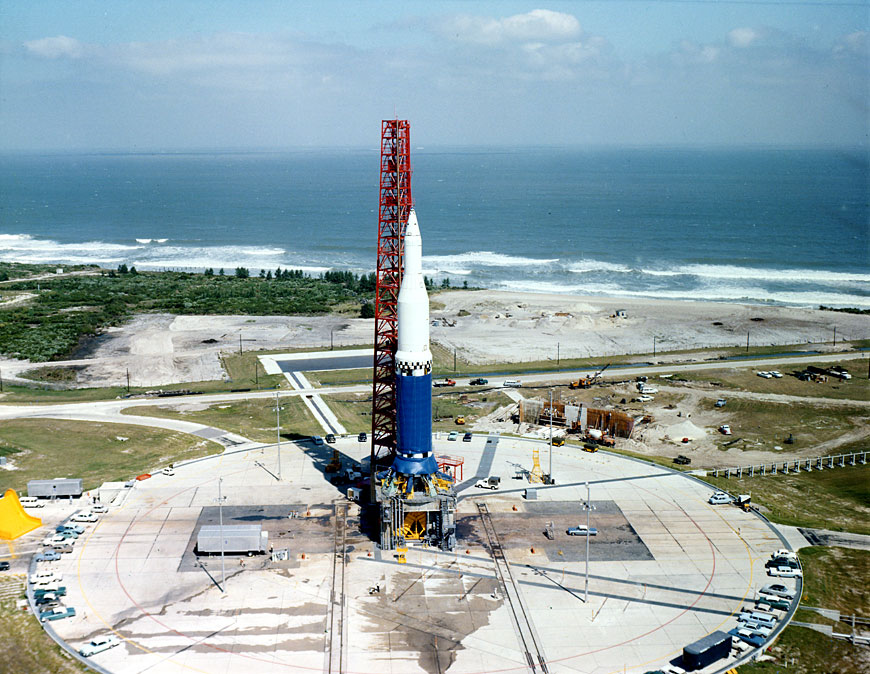
1962年11月の打ち上げ前に、パッド34に設置されているミッションSA-3のサターンI

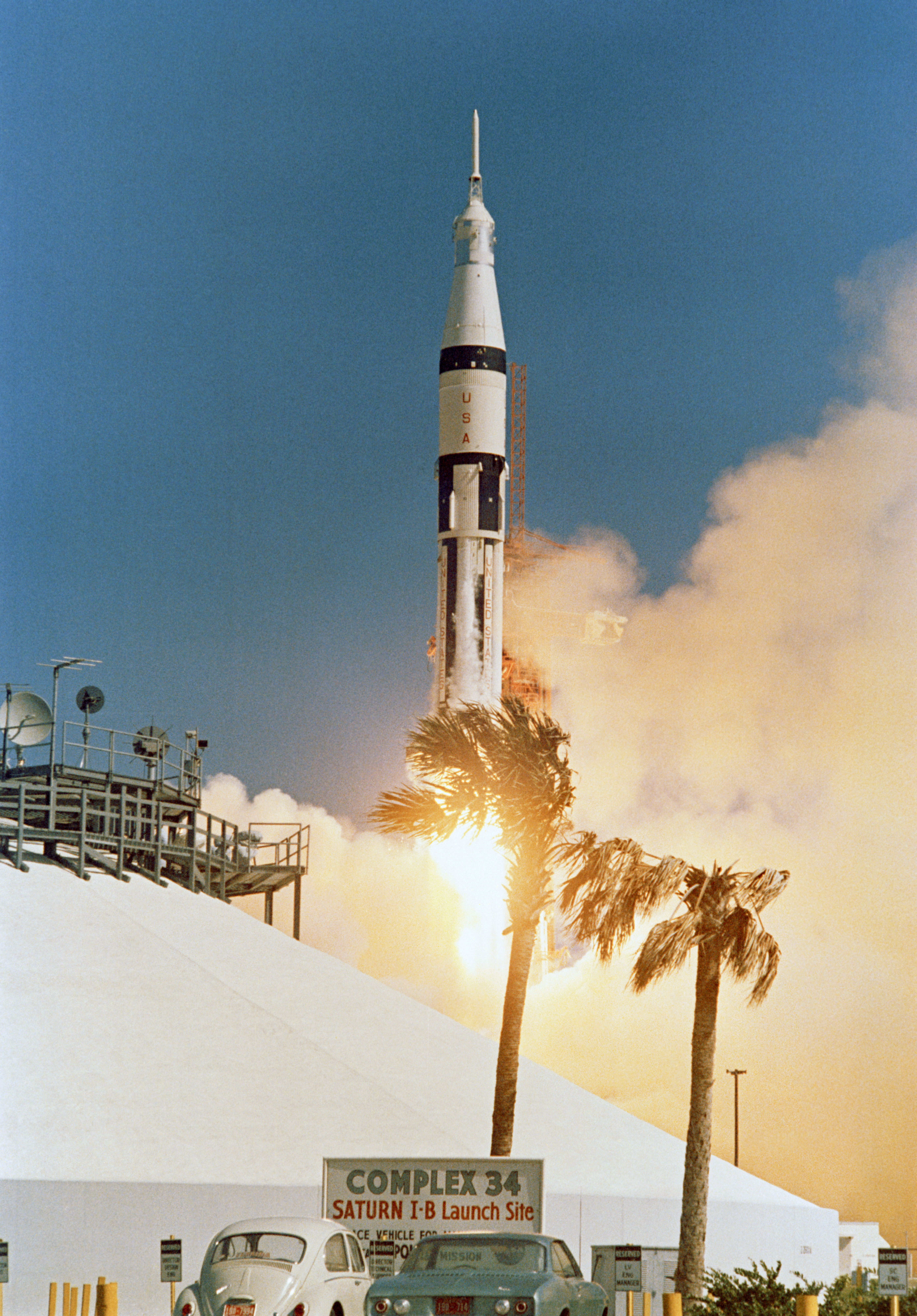
アポロ7号の打ち上げ（ブロックハウスの後ろから撮影）

| 日付                | 時間 ( GMT ) | 打ち上げロケット | ミッション | ペイロード     | 備考                                                                 |
| ------------------- | ------------ | ---------------- | ---------- | -------------- | -------------------------------------------------------------------- |
| 1961年10月27日      | 15:06        | サターンI        | SA-1       | （無し）       | LC-34の初使用、サターンIの初飛行。                                   |
| 1962 年 4 月 25 日  | 14:00        | サターンI        | SA-2       | ハイウォーター | 高高度での水の通信への影響をテストするミッションの完了後に自爆爆発。 |
| 1962 年 11 月 16 日 | 17:45        | サターンI        | SA-3       | ハイウォーター | 高高度での水の通信への影響をテストするミッションの完了後に自爆爆発。 |
| 1963年3月28日       | 20:11        | サターンI        | SA-4       | （無し）       | ダミーセカンドステージ。                                             |
| 1966 年 2 月 26 日  | 15:06        | サターンIB       | AS-201     | アポロ司令船   | サターンIBと無人アポロ宇宙船の初飛行。                               |
| 1966 年 8 月 25 日  | 17:15        | サターンIB       | AS-202     | アポロ司令船   | サターンIBとCSMの無人弾道試験                                        |
| 1967年2月21日予定   | キャンセル   | サターンIB       | アポロ1号  | 有人アポロCSM  | 1月27日、パッドのキャビン火災により乗組員全員が死亡。                |
| 1968 年 10 月 11 日 | 15:02        | サターンIB       | アポロ7号  | 有人アポロCSM  | 最初の有人アポロ飛行、LC-34の最後の使用。                            |

## 関連事項
- 宇宙飛行の年表
- メリット島の発射施設一覧
- アポロ計画
- サターンI
- サターンIB